# Basílica de San Francesco (Rávena)
La Basílica de San Francesco es una iglesia católica situada en el centro histórico de la ciudad de Rávena, en la región de Emilia-Romaña, Italia. Se encuentra en la Piazza San Francesco y es sede de una parroquia bajo la jurisdicción de la Orden de los Frailes Menores Conventuales. El edificio actual data de principios del siglo IX, aunque ha sido sometido a varias reformas a lo largo del tiempo, tanto en su interior como en su exterior.
La iglesia es especialmente conocida por haber sido el lugar donde se celebró el funeral de Dante Alighieri en 1321, y forma parte de la denominada zona dantesca de la ciudad. Además, junto a la basílica se encuentra la Tumba de Dante, lo que convierte a este lugar en un importante punto de referencia histórico y cultural.

## Historia
La actual Basílica de San Francesco se encuentra en el lugar de una iglesia más antigua que fue construida poco después del año 450 por orden de Neone, quien en aquel instante era el Obispo de Rávena. Esta basílica fue dedicada a los santos apóstoles Pedro y Pablo, motivo por el cual también fue llamada Chiesa degli Apostoli, en español "Iglesia de los Apóstoles".
Entre la segunda mitad del siglo IX y el siglo siguiente, el anterior edificio del siglo V fue demolido y sustituido por una iglesia más grande. Al mismo tiempo, también se construyó una alta torre campanario. La nueva iglesia, llamada San Pietro Maggiore, fue cedida a la Orden franciscana en el año 1261 y, en aquella ocasión, estuvo dedicada a San Francisco de Asís, los cuales construyeron un convento adyacente al edificio. Uno de los motivos por los que destaca históricamente esta iglesia es debido a que fue el lugar donde se celebró el solemne funeral del Sumo poeta Dante Alighieri, quien falleció en Rávena entre el 13 y el 14 de septiembre de 1321, y que había solicitado poco antes de morir ser enterrado en el cementerio del convento franciscano contiguo a esta iglesia. Cabe mencionar que incluso la noble familia Da Polenta eligió este cementerio como lugar de enterramiento de sus seres queridos. Hoy en día, de los numerosos entierros que se produjeron en dicho cementerio, sólo queda uno: el de Ostasio II.
Entre el siglo siglo XVII y el siglo XVIII, la iglesia fue restaurada varias veces y enriquecida con decoraciones y altares barrocos. La restauración más importante fue la realizada en 1793 por Pietro Zumaglini.
En 1810, el convento franciscano adyacente fue suprimido y expropiado por las autoridades napoleónicas. Tras la salida forzosa de los frailes, la iglesia permaneció abierta al culto bajo el cuidado del clero secular. Entre 1918 y 1921, con motivo del VI centenario de la muerte de Dante, fue restaurado radicalmente, eliminando todos los añadidos barrocos y devolviéndolo a un estilo lo más cercano posible al original. En el centenario de Dante se convocó un concurso para la decoración del interior de la iglesia con temas inspirados en la Divina Comedia, el cual ganó el célebre pintor Adolfo De Carolis. Sin embargo, la repentina muerte del artista impidió la realización de la obra, que quedó en fase de proyecto. La cripta también fue restaurada en 1926 y 1970.
Los Frailes Menores Conventuales no pudieron regresar hasta 1949, residiendo ya no en el antiguo convento (hoy propiedad de la Cassa di Risparmio di Ravenna), sino en un edificio en el lado opuesto de la basílica, donde también adaptaron los espacios parroquiales. De hecho, la Archidiócesis de Rávena había elegido la basílica como sede parroquial durante el siglo XIX con el título de Parroquia de San Pietro Maggiore en San Francesco.

## Arquitectura

### Externo

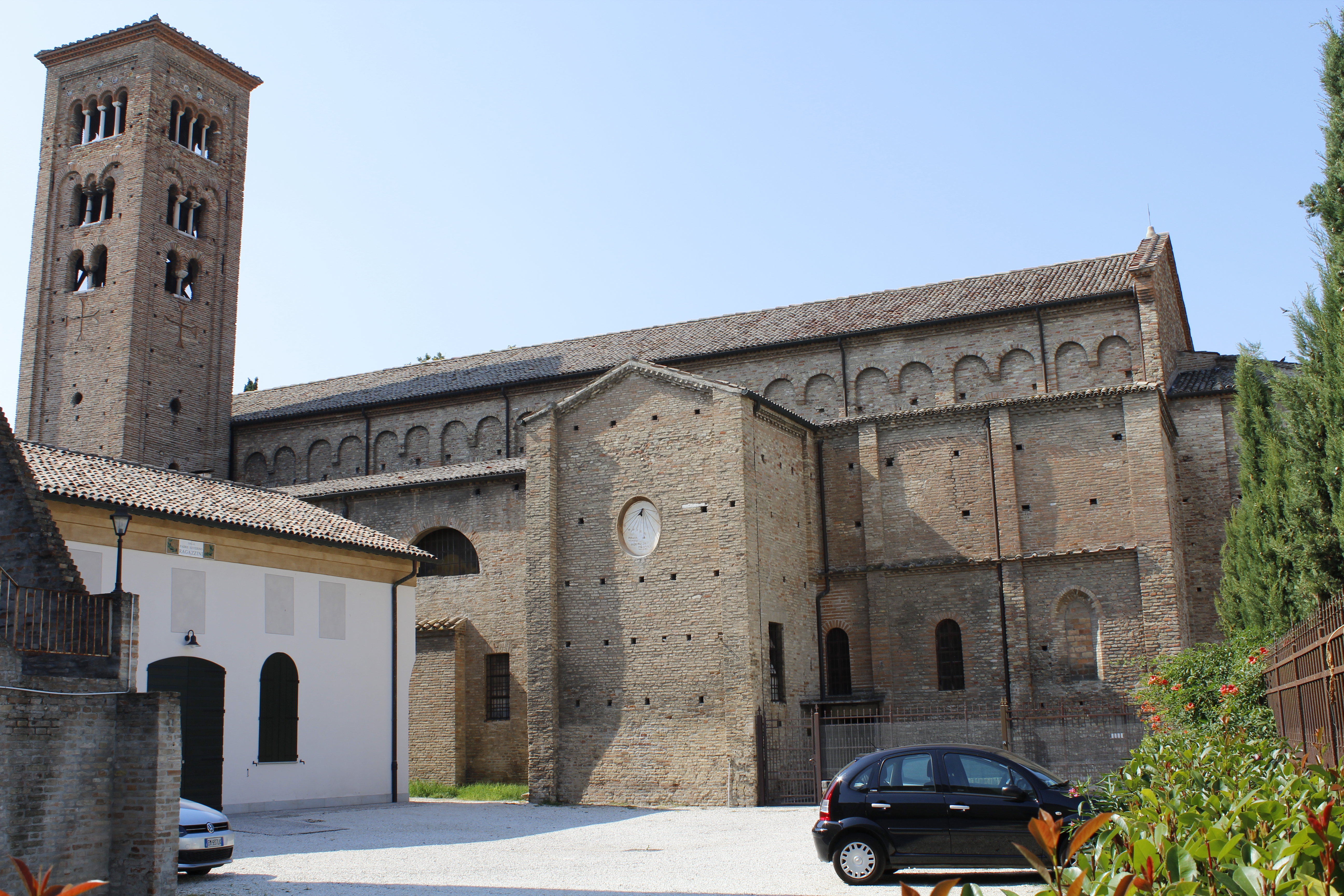
Lado derecho de la basílica.

La fachada de la iglesia es de doble pendiente, con un paramento de ladrillos vistos. En el centro se encuentra una sencilla portada con un arco de medio punto, y sobre él, una ventana bífora. A ambos lados, a la altura de las naves laterales, se encuentran, a nivel del suelo, dos antiguos sarcófagos de mármol.
A la derecha de la fachada, se alza la torre campanario, que data del siglo IX, la cual fue remodelada en 1921. En esta ocasión se reorganizaron los tres órdenes de ventanas: una ventana parteluz en el orden inferior, una ventana de tres lancetas en el medio y una ventana de cuatro luces en el superior. La cruz de hierro colocada en su cima alcanza los 32,60 metros.

### Interno

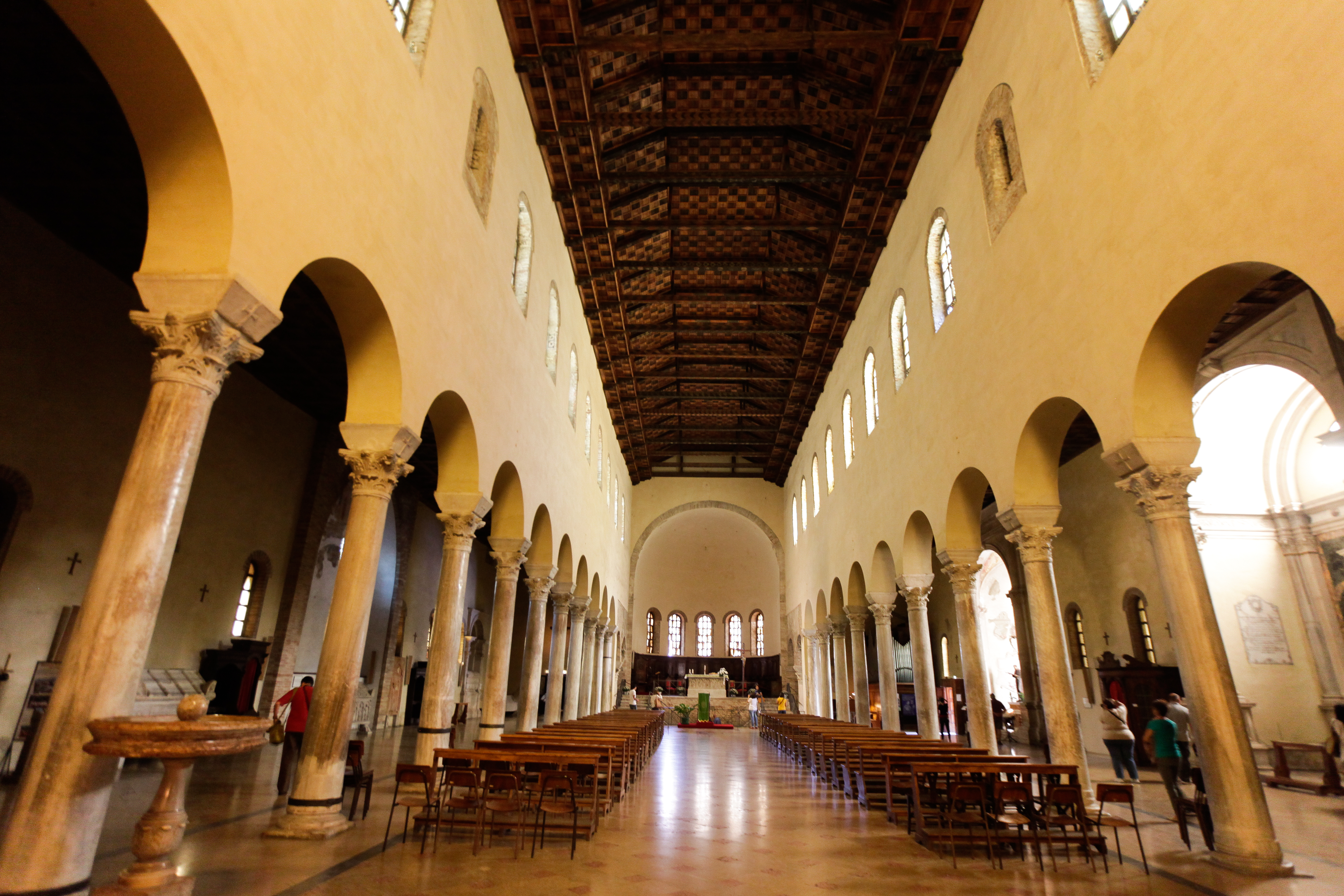
Vista interior de la basílica.

En el interior, la Basílica de San Francesco tiene 46,5 metros de largo y está dividida en tres naves por dos series de arcos de medio punto sostenidos por doce columnas a cada lado. La planta actual se eleva 3,50 metros más que la original, destacándose esta diferencia sobre todo cerca del presbiterio.
En los dos lados de la base del campanario que dan al interior de la iglesia, se encuentran varios restos antiguos, entre ellos dos fragmentos de un sarcófago; junto a ellos hay un fresco separado, un fragmento de una Crucifixión de Pietro da Rimini y fragmentos de un mosaico del siglo VIII, procedente de la Basílica de Sant'Agata Maggiore.
A lo largo de la nave derecha, se encuentran tres capillas laterales: la primera, construida en 1525, tiene restos de un fresco del siglo XIV en el muro derecho y una entrada de estilo renacentista sostenida por dos columnas con capiteles finamente esculpidos; la tercera capilla, sin embargo, data de 1532 con modificaciones posteriores y presenta una cúpula con frescos de Andrea Barbiani y, en el altar, el cuadro Madonna col Bambino fra i santi Sebastiano, Rocco, Francesca e Camilla Dal Corno, obra de Gaspare Sacchi.

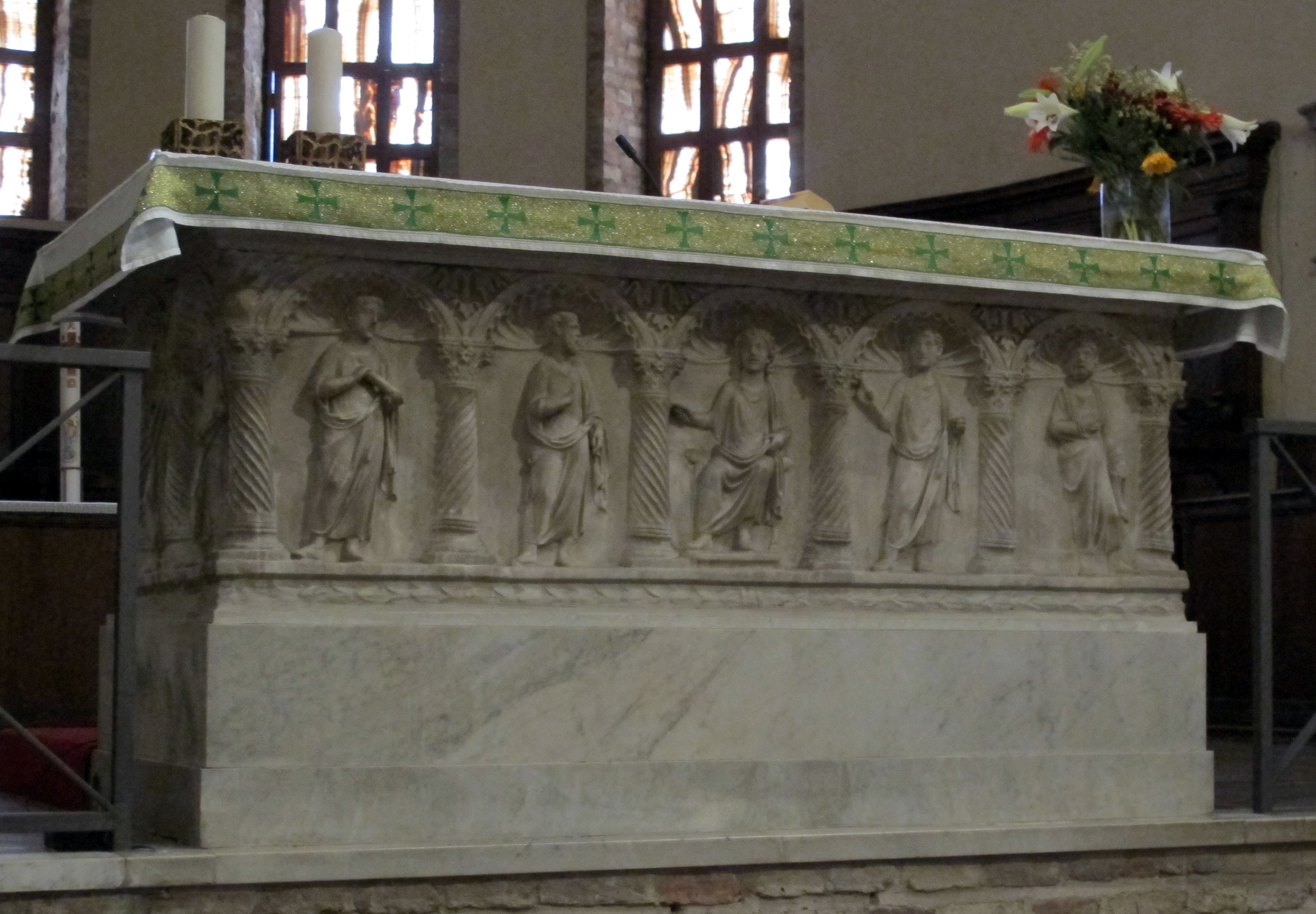
El sarcófago de Liberio III,.

En el lado opuesto de la iglesia, en la capilla de San Liberio, se encontraba la célebre Statua giacente de Guidarello Guidarelli, un comandante militar, obra de Tullio Lombardo. Esta escultura fue trasladada inicialmente al Quadrarco di Braccioforte, luego a la Academia de Bellas Artes de Rávena y, actualmente, se conserva en el Museo de Arte de la ciudad de Rávena. La estatua representa al difunto encerrado en la envoltura de su armadura, con las manos unidas sobre la espada y la cabeza girada tres cuartos hacia el espectador, evocando la imagen de un tronco de árbol abatido. Así la describe el historiador Adolfo Venturi en su libro Storia dell'arte italiana, destacando su gran realismo y expresividad.
Al final de la nave central se encuentra el ábside, exteriormente heptagonal e interiormente semicircular. Está ocupada íntegramente por el presbiterio, que se sitúa a mayor altura que el suelo de las naves. En el centro se encuentra el altar mayor, formado por el sarcófago del obispo Liberio III de principios del siglo V, que presenta, en los dos lados longitudinales, cinco figuras dentro de arcos sostenidos por columnas retorcidas. Detrás del altar se encuentra la sillería del coro en madera tallada.

### Cripta

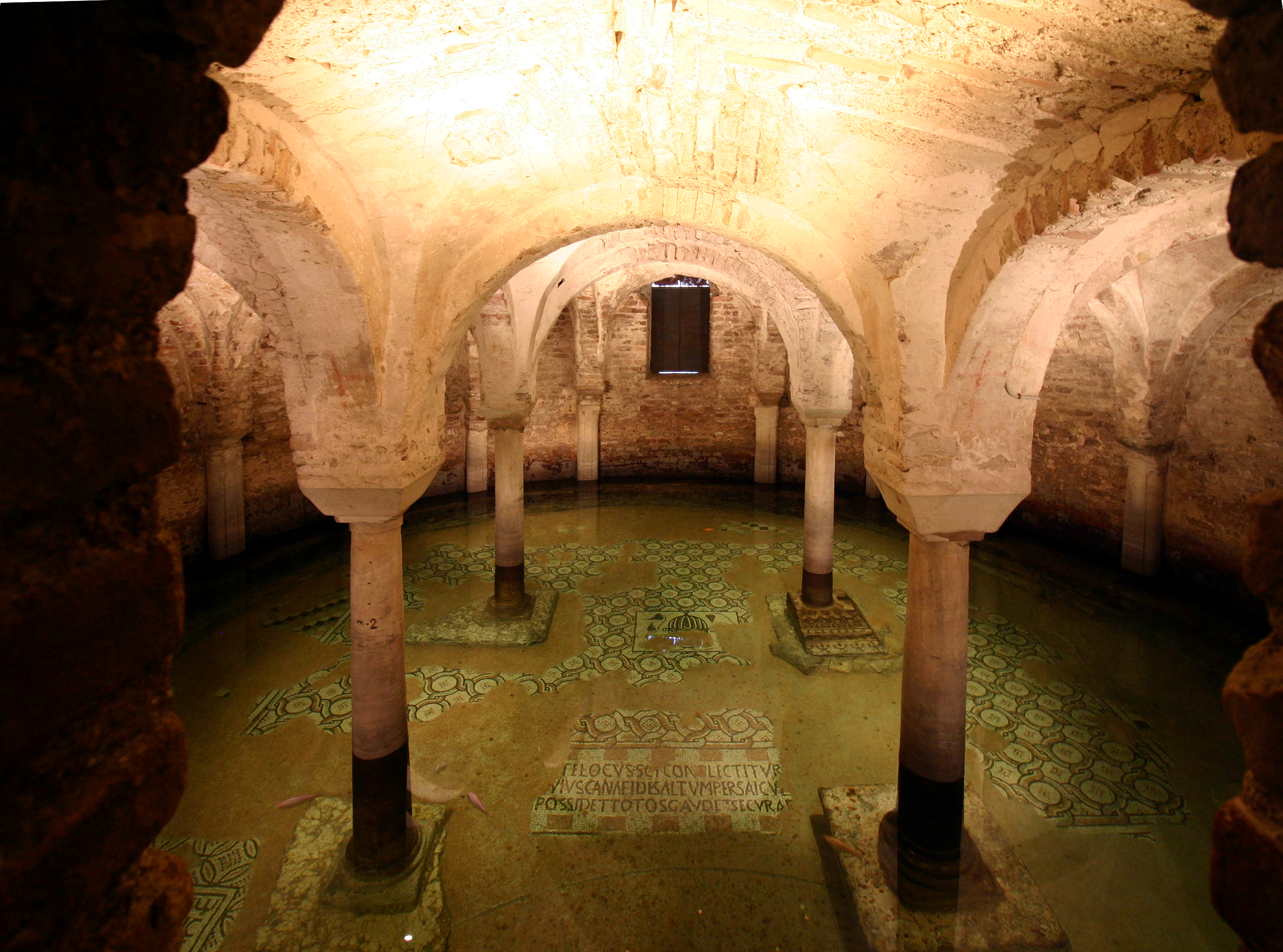
Cripta inundada de la basílica.

Debajo del presbiterio se encuentra la cripta, la cual data del siglo IX, a la que se accede mediante un doble tramo de escaleras y que tiene como entrada una pequeña ventana arqueada desde la que se puede ver la cripta sin necesidad de entrar en ella. La cripta tiene tres naves y se cubre con bóvedas de crucería sostenidas por cuatro columnas con capiteles de geometría sencilla. En el suelo hay mosaicos antiguos, reorganizados en 1977; entre ellas se encuentra una inscripción que recuerda el propósito original de la sala, la de albergar los restos del obispo Neone.
La cripta se encuentra a una gran profundidad, hallándose esta por debajo del nivel del mar, lo que provoca que el agua la invada y la inunde como si de una pequeña piscina se tratara. En ella, además, se pueden encontrar de forma habitual diversos peces.
Detrás de la ventana de acceso a la cripta se encuentra el sarcófago de mármol del Obispo Neone, quien fue obispo de Rávena durante la segunda mitad del siglo V y el responsable de la construcción de la iglesia primigenia del mismo siglo.
Cabe mencionar que, sumergido bajo el agua y como suelo de la cripta, se halla un mosaico de baldosas con una inscripción en latín que recuerda que en este lugar se encuentran los huesos del Obispo Neone. Dicha frase es la siguiente:

Este lugar contiene los huesos del Santo Neone. Por su fe inmaculada, ha alcanzado el cielo para siempre y para siempre se regocija en la paz.

### Órgano de tubos
En el último tramo de la nave lateral derecha se encuentra el órgano de tubos, construido en 1921 por la organera milanesa Balbiani-Vegezzi Bossi, el cual, posteriormente, fue restaurado y equipado con una nueva consola en 1982 por la misma organera.
Este órgano es de accionamiento eléctrico, con una consola móvil independiente, generalmente situada cerca del instrumento, equipada con dos teclados de 58 notas cada uno y un pedalero cóncavo-radial de 32. El cuerpo sonoro, con caja de madera limitada hasta la base, presenta una muestra constituida por un conjunto de tubos con diseño de cúspides con alas laterales que extiende también hacia el lado derecho.